# Park Sun-Mi
Park Sun-Mi (22 de noviembre de 1972) es una deportista surcoreana que compitió en taekwondo. Ganó una medalla de plata en el Campeonato Mundial de Taekwondo de 1995 y una medalla de oro en el Campeonato Asiático de Taekwondo de 1994.

## Palmarés internacional
| Campeonato Mundial  | Campeonato Mundial | Campeonato Mundial | Campeonato Mundial |
| Año                 | Lugar              | Medalla            | Categoría          |
| ------------------- | ------------------ | ------------------ | ------------------ |
| 1995                | Manila (Filipinas) | Medalla de plata   | –70 kg             |
| Campeonato Asiático |                    |                    |                    |
| Año                 | Lugar              | Medalla            | Categoría          |
| 1994                | Manila (Filipinas) | Medalla de oro     | –70 kg             |